# Hikikomori
Hikikomori (ひきこもり of 引き篭り; vertaling: sociale terugtrekking) is een neurologische sociale conditie ontdekt in Japan waarbij een persoon, meestal een jongere (student), zich sociaal volledig terugtrekt. Hoewel dit verschijnsel in Japan als een uniek syndroom wordt gezien komt dit wereldwijd voor. In andere landen wordt er eerder een andere benaming aan gegeven, zoals sociale fobie, ontwijkende persoonlijkheidsstoornis, autismespectrumstoornis, agorafobie (pleinvrees), burn-out of depressie. Volgens schattingen van de Japanse overheid in 2010 zijn er mogelijk 3,6 miljoen Japanners die zich op zo'n manier hebben teruggetrokken.
Het Japanse ministerie van Gezondheid, Arbeid en Welzijn definieert hikikomori als mensen die weigeren hun huis te verlaten, en zich zo gedurende meer dan zes maanden van de maatschappij isoleren. De psychiater Tamaki Saitō definieert hikikomori als "Een staat ... waarbij de persoon zich opsluit in zijn huis, en gedurende zes maanden of langer niet aan het sociale leven deelneemt, maar geen ander psychologisch probleem als voornaamste oorzaak lijkt te hebben".
Meer recent hebben onderzoekers zes specifieke criteria geformuleerd die vereist zijn als diagnose van hikikomori:
1. het grootste deel van de dag en vrijwel elke dag binnenshuis doorbrengen;
2. duidelijke en persistente vermijding van sociale situaties;
3. symptomen die significant verstorend werken op de normale routine van de persoon, zijn bezigheden of (academisch) functioneren, zo zijn sociale activiteiten of relaties;
4. het teruggetrokken zijn als egosyntonie zien;
5. een duur van ten minste zes maanden;
6. geen andere psychische stoornissen die de sociale terugtrekking en mijding veroorzaken.[5]

De meest voorkomende manier van terugtrekken bij hikikomori is het zichzelf opsluiten in de eigen kamer om hier voor langere tijd niet meer uit te komen. De patiënt brengt hier de dagen door achter zijn computer waar hij bijvoorbeeld eindeloos spelletjes op speelt of op het internet surft. De patiënt kan ook andere (eenzelvige) hobby's hebben waar hij zijn dag mee vult.
Het verschijnsel hikikomori komt in Japan bij jongens vaker voor. De verhouding is ongeveer 3 jongens op 1 meisje.

## Film
Het derde deel van de film Tokyo! (Shaking Tokyo) toont het leven van een hikikomori die door omstandigheden het besluit genomen heeft om na tien jaar afzondering terug buiten te komen en de wereld te aanschouwen met nieuwe ogen.
De Franse documentaire Hikikomori: les reclus volontaires? uit 2020 handelt over dit onderwerp.